# Joaquín Gascón Romeu
Joaquín Gascón Romeu, (*Barcelona, Cataluña, España, 25 de febrero de 1925); fue un futbolista español. Se desempeñaba en posición de guardameta. Jugó en Primera División la temporada 1953/54 siendo jugador del Real Jaén Club de Fútbol.

## Clubes
| Club          | País   | Temporada   |
| ------------- | ------ | ----------- |
| C.E. Sabadell | España | 1951 - 1953 |
| Real Jaén     | España | 1953 - 1955 |